# Swan & Néo
 (avril 2023. La rédaction doit se faire avec des sources précises et non constituer un déferlement de haine. Il faut sourcer le propos et le remettre en contexte. Merci de faire attention.).
Swan & Néo est une chaîne de vidéos françaises, créée en 2015, comptant plus de six millions d'abonnés, hébergée sur la plateforme YouTube et mettant en scène deux frères de la région lyonnaise, Swan et Néo.   

## Histoire

### Débuts
Créée le 16 avril 2015, cette chaîne YouTube nous montre deux frères, Swan (né en 2011) et Néo (né en 2005), filmés et encadrés le plus souvent par leur mère, Gaëlle Burlot alias Sophie Fantasy. Leur père, Grégory Thonet (dont le pseudonyme est Greg Inside) se montre beaucoup plus épisodiquement.
Les premières vidéos de la chaîne montrent à 3 ans un enfant (Swan), seul, qui chantonne. Ceci afin de permettre à Swan de participer à The Voice, la mère déclarant avoir été au RSA avec son époux licenciés à cette même période.

### Développement de la chaîne
Les vidéos sont le plus souvent réalisées dans la propriété familiale, à l'intérieur comme à l'extérieur, mais aussi divers endroits tels que des parcs d'attractions ou magasins. 
Leur mère, Sophie Fantasy, lance, en parallèle, sa propre chaîne éponyme en 2018.

## Polémiques autour de la chaîne

### Polémique autour de l'exploitation des enfants
Les propriétaires de la chaîne You Tube, les parents de Swan et Néo sont critiqués, en particulier la mère. Ils sont accusés d'exploiter  les deux garçons afin d'en tirer un bénéfice. Les critiques fusent alors que la mère s'est toujours défendue d'avoir exploité ses enfants, ce que Néo, le frère ainé réaffirmera à ses dix-huit ans, dans une vidéo postée le 12 mars 2023.
La chaîne suscite l'intérêt, (avec d'autres) de l’Observatoire de la parentalité et de l’éducation numérique, qui saisit le Conseil national de la protection de l’enfance (CNPE) en relevant que la frontière entre une chaîne You Tube monétisée et une entreprise est inexistante. L’Observatoire de la parentalité et de l’éducation numérique note que ce type de vidéo s'assimile plus à du travail qu'à du loisir.
L'observatoire pointe toutefois l'ensemble des vidéos mettant en scène des mineurs et non la chaîne Swan et Néo en particulier. C'est une réflexion sur l'éthique quant à l'idée de mettre des enfants, parfois de moins de 5 ans sur le net. L'objectif serait d'alerter les ministères quant à ces pratiques. Les chaines visés sont Démo Jouets, Studio Bubble Tea, Ellie’s Magic World, ou encore Mademoiselle Sabina et Swan The Voice-Néo et Swan.

### Controverses avec d'autres vidéastes
Entre 2019 et 2021, une controverse émerge entre Néo, sa mère, et les deux youtubeurs Mcfly et Carlito, à la suite des critiques de ces derniers à leur encontre.

### L'influence de la situation des parents
La condamnation des parents intervient dans une autre affaire, qui est tout à fait différente et sans lien avec You Tube, l'affaire eurochallenge, ne concernant donc ni les deux garçons ni leur chaîne. 
Les parents ont toujours affirmé vouloir maintenir une distance entre la chaîne des deux garçons et leurs affaires judiciaires personnelles. Après sa première condamnation, la mère, Sophie Fantasy a posté une story sur son compte Instagram, disant : "Épargnez Swan et Néo, qui n'ont rien à voir dans cette histoire."
Après la première condamnation des parents, les garçons ont annoncé vouloir mettre la chaîne Swan et Néo en pause, ce qui sera de courte durée.
C'est alors Néo qui gère la chaîne YouTube. Les garçons continuent à produire du contenu et à publier des vidéos régulièrement.  
Le 24 mars 2025, les deux garçons annoncent vouloir de nouveau mettre la chaîne YouTube en pause, à la suite d'un nouveau jugement, qui n'entraine plus de prison ferme, le temps de s'organiser pour de nouveaux tournages,.
En avril 2025, ils font leurs retours sur YouTube en exprimant leurs regrets et leur incompréhension à la suite de l'Affaire Eurochallenges.[réf. nécessaire]

## Produits dérivés
La chaîne a permis le développement de la marque Sweo, qui est une boutique en ligne, vendant des produits dérivés de la chaine, comme des Tee-shirt, des agendas, des mugs...
- Jeux de société dont Crazyland Park, Mon escape box - Panique dans le train fantôme et SWAN et NÉO - 36 Extraordinaires Expériences pour s’amuser.
- Le magazine Swan & Néo[11], publié par Mondadori France.
- Bandes dessinées Swan & Néo: La Légende de Mysteria, aux éditions Soleil.
- Cahiers de texte et agendas.
- Ligne de vêtements Sweo.